# 1. Parteitag der Kommunistischen Partei Chinas

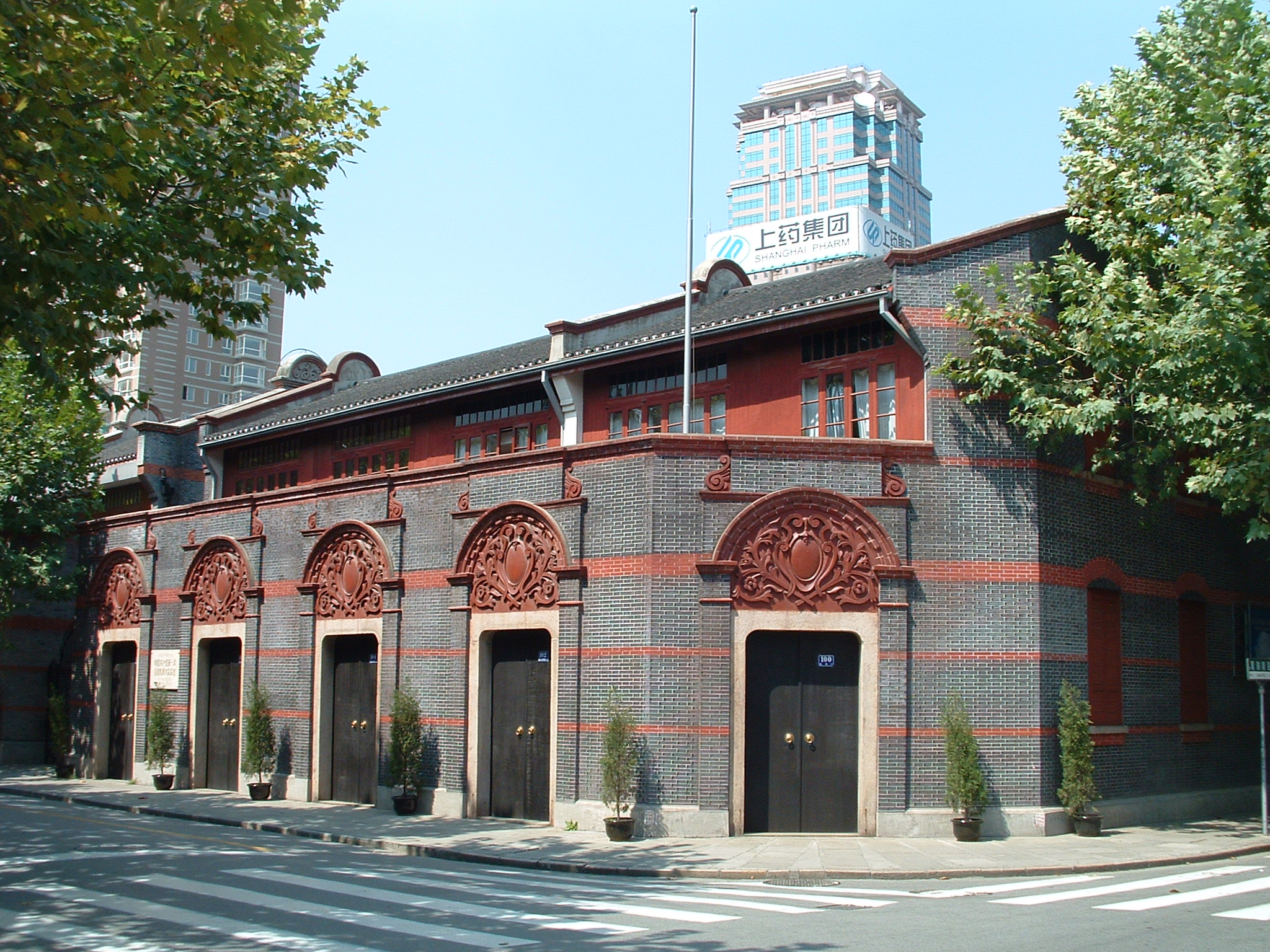
Die historische Stätte des Gründungskongresses der Kommunistischen Partei Chinas in Shanghai (in der ehemaligen Französischen Konzession), heute Teil der Denkmalliste der Volksrepublik China

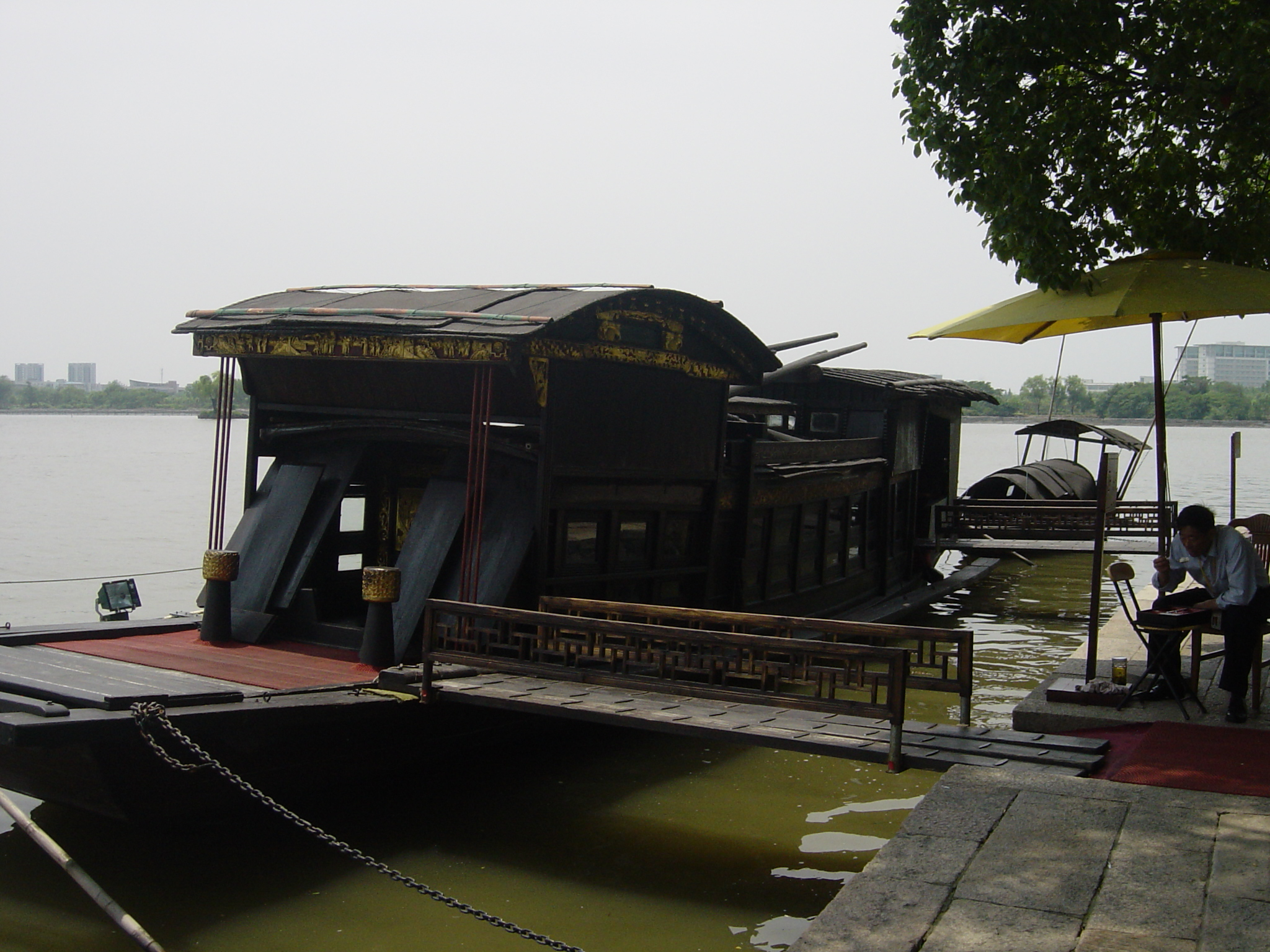
Rotes Boot vom Südsee

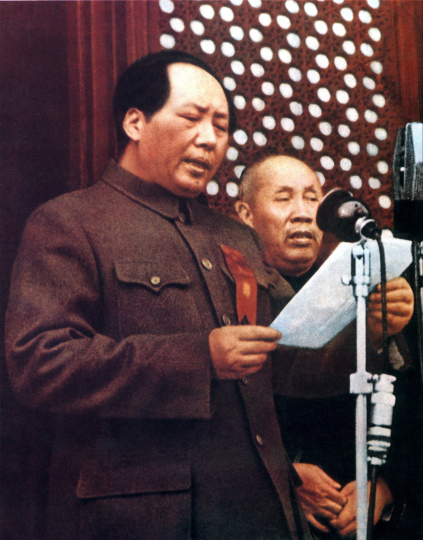
Als 1949 die Volksrepublik ausgerufen wurde, waren Mao Zedong und Dong Biwu die einzigen Anwesenden des 1. Parteitags

Der 1. Nationale Parteitag der Kommunistischen Partei Chinas (chinesisch 中国共产党第一次全国代表大会, Pinyin Zhōngguó gòngchǎndǎng dì-yī cì quánguó dàibiǎo dàhuì) fand zwischen dem 23. Juli und dem 2. August 1921 in Shanghai und Jiaxing statt. Er markierte die offizielle Gründung der Kommunistischen Partei Chinas. 

## Ablauf und Vorgeschichte
Anfang Juni 1921 kam Henk Sneevliet, auch bekannt als Ma Lin, ein Vertreter der Komintern, in Shanghai an und forderte die verschiedenen kommunistischen Gruppen des Landes auf, sich zu einem Treffen auf nationaler Ebene zusammenzufinden. Zu dieser Zeit hatte die Partei 57 Mitglieder.
Der Kongress begann daraufhin am 23. Juli 1921 in einem Gebäude in der Französischen Konzession in Shanghai. Die beiden Gründer der Partei, Chen Duxiu und Li Dazhao, nahmen nicht am Kongress teil.
Das Treffen endete aufgrund der Polizeischikanen der Französischen Konzession am 30. Juli. Anschließend verlegten die Delegierten das Treffen nach Jiaxing. Am 2. August 1921 beendete der erste Parteitag der Kommunistischen Partei Chinas die Tagesordnung der Konferenz auf einem Boot auf dem Nan Hu und kündigte die Gründung der Kommunistischen Partei Chinas an. Chen Duxiu wurde trotz seiner Abwesenheit zum Generalsekretär gewählt. Zhang Guotao wurde zum Leiter der Organisation und Li Da zum Direktor der Propaganda ernannt.

## Teilnehmer
Die Teilnehmer des Parteitags waren:
- Li Hanjun (Shanghai)
- Li Da (Shanghai)
- Zhang Guotao (Peking)
- Liu Renjing (Peking)
- Mao Zedong (Changsha)
- He Shuheng (Changsha)
- Dong Biwu (Wuhan)
- Chen Tanqiu (Wuhan)
- Wang Jinmei (Jinan)
- Deng Enming (Jinan)
- Chen Gongbo (Guangzhou)
- Zhou Fohai (chinesischer Student aus Japan)
- Bao Huiseng  (Vertretung des abwesenden Chen Duxiu)

## Nachwirkung
Von den 13 Vertretern, die 1921 am Kongress teilnahmen, waren nur zwei bei der Zeremonie zur Ausrufung der Volksrepublik China im Jahr 1949 anwesend, Mao Zedong und Dong Biwu.
Die Stätte des 1. Nationalen Parteitags der Kommunistischen Partei Chinas in Shanghai wurde 1961 in ein Museum umgewandelt und steht auf der Denkmalliste der Volksrepublik China (1-11).